# Міщенко Семен Євдокимович
Семен Євдокимович Міщенко (нар. 1903, село Осокорівка, тепер Бериславського району Херсонської області — ?) — радянський партійний діяч, секретар Ровенського обласного комітету КП(б)У, 1-й секретар Богодухівського районного комітету КП(б)У Харківської області, голова Тимчасового управління міста Сарни Волинського воєводства. Депутат Ровенської обласної ради депутатів трудящих 1-го скликання.

## Біографія
Народився в бідній селянській родині. З 1917 року наймитував у поміщиків та заможних селян.
У 1919 році добровольцем служив у Херсонських комендантських ротах Червоної армії.
Потім повернувся до рідного села, був кочегаром млина та працював у батьківському господарстві.
У 1922 році вступив до комсомолу. Брав активну участь у комсомольській роботі, був кутковим організатором, керував комсомольською політшколою.
З 1923 року навчався в Миколаївській радянській партійній школі.
Після закінчення радпартшколи — секретар Горностаївського районного комітету комсомолу, секретар Качкарівського районного комітету ЛКСМУ.
Член ВКП(б) з 1925 року.
З 1925 року — в Червоній армії. Після демобілізації — на комсомольській, партійній та господарській роботі.
У 1938 році закінчив Український комуністичний сільськогосподарський університет.
З 1938 до листопада 1939 року — 2-й секретар, 1-й секретар Богодухівського районного комітету КП(б)У Харківської області.
З вересня до листопада 1939 року — голова Тимчасового управління міста Сарни Волинського воєводства; на відповідальній роботі у Волинському обласному (воєводському) Тимчасовому управлінні в Луцьку.
27 листопада 1939 — липень 1941 року — секретар Ровенського обласного комітету КП(б)У з кадрів.
Подальша доля невідома.